# Hoplopteryx
Hoplopterx es un género fósil de peces relojes de la familia Trachichthyidae, del orden Beryciformes. Este género marino fue descrito científicamente por Agassiz en 1839.

## Especies
Clasificación del género Hoplopterx:
- † Hoplopteryx Agassiz 1839
  - † Hoplopteryx antiquus (Agassiz 1839)
  - † Hoplopteryx brevis (Bayer 1905)
  - Hoplopteryx lewesiensis (Mantell 1822)
  - Hoplopteryx simus (Woodward 1902)